# Зимевица
Зимевица е село в Западна България. То се намира в община Своге, Софийска област. Зимевица е на 20 км от Своге.

## География
Селото се намира в планината Понор, която е част от Западна Стара планина. Районът е варовиков с много карстови образувания.

## История
В района на селото е минавал стар римски път, пресичащ Стара планина. Съществуват останки от римски калета, създадени за охрана на пътя. Намерен е водопровод от калени тръби, датиран от I – III век.

## Религии
Населението е изцяло християнско. Състои се от източноправославни (около 85%) и евангелски (около 15%) християни.

## Икономика
Местното население се занимава с отглеждане на дребен и едър рогат добитък, производство на картофи, мляко и млечни продукти.

## Природни забележителности

### Пещери
Около селото има над 20 пещери, някои от които са:
- Колкина дупка – най-дълбоката пещера в България (543 м) и втора по дължина (15 425 м) (към април 2020 г.)[3]
- пещера Елата, с дължина 176 м и денивелация 53 м,[2] може би една от най-красивите пропастни пещери в България (неустроена);
- пещера Каците, дълбока 205 м, дълга 2560 м[2];
- пещера Буняко (Гивалака). Обща дължина 190 м, дълбочина 34 м.

### Върхове
- връх Сърбеница (1479 м).

видеоклип от връх Сърбеница

## Културни забележителности
- Най-важната културна забележителност е древната църква „Свети Теодор Тирон“. Има твърдение, че тя съществува още от римско време. Преданието гласи, че през 1894 г. в манастира в с. Искрец пристигнал Харитон Колаев от гр. Велико Търново. Той носел със себе си пергаментна книга, с църковнославянски текст. В нея пишело, че църквата в Зимевица е построена през 1086 г. Днес няма никакви доказателства за това.
Според изкуствоведката Иванка Гергова църквата е от XVI–XVII век.[4]

- Читалище „Св. Кирил и Методий“ – основано на 1 декември 1931 г.
- Училище „Христо Ботев“ – основано през 1880 г.

### Редовни събития
Традиционни празници за селото са Тодоровден и Илинден, който се чества по стар стил на 2 август.